# Mátrai Csenge
Mátrai Csenge (Gyöngyös, 2007. május 21. –) magyar cheerleader. 9 éve gyakorolja a modern sportágat, amely a tánc, az akrobatika és a talajtorna elemeit ötvözi. 15 évesen ő volt a magyar csapat, az ELTE-BEAC Coed Elite Team legfiatalabb tagja.

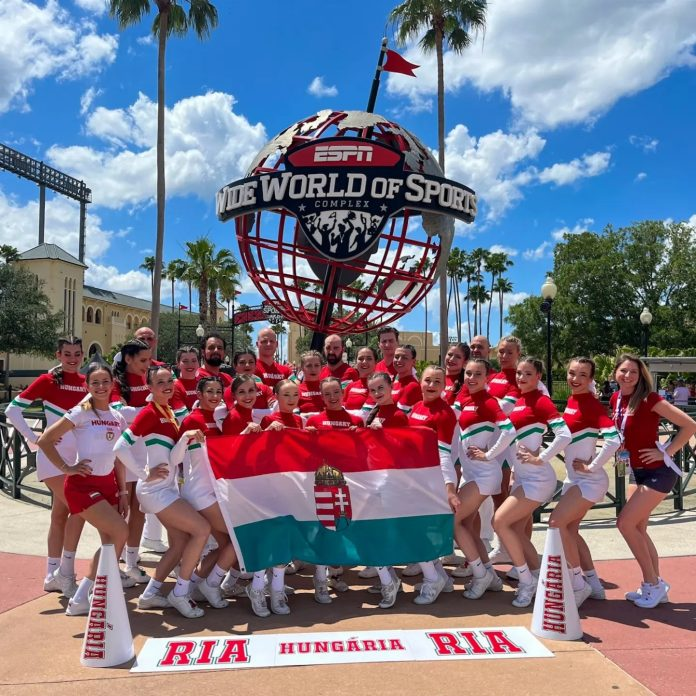
Mátrai Csenge az ICU Worlds Cheerleading Championships-en USA, Florida, Orlandoban az ELTE-BEAC SE csapatával.

## Pályafutása
Cheerleading karrierje 9 éves korában kezdődött, amikor látott egy cheerleading bemutatót Gyöngyösön. Annyira elbűvölte, hogy anyukáját megkérte, hogy iratkozzon be egy sportklubba, így kezdte karrierjét a Gyöngyös Dream Team Cheerleaders Sportegyesületnél. A DTC Sportegyesületben 2016-tól 2022-ig aktívan sportolt. 
2022-ben az Újbudai József Attila Gimnáziumban folytatta tanulmányait és tagja lett az ELTE-BEAC Cheerleader Szakosztálynak. A 2023. május 6-i válogatás után bekerült a Magyar Nemzeti Válogatottba is. Jelenleg a Spartan SE sportolója.

## Eredményei
Eredményei között szerepel több országos és nemzeti bajnoki cím egyéni talajtornában, és csapatban is, valamint háromszor is megkapta a Nemzet Fiatal Tehetségeiért Ösztöndíjat. 2019-ben Oroszországban, a szentpétervári ECU European Cheerleading Bajnokságon első helyezést ért el a gyöngyösi DTC sportcsapatával. 2023-ban az ICU Worlds Cheerleading Championships-en USA, Florida, Orlandoban 7. helyezést ért el az Elite Coed Team kategóriában az ELTE SE csapatával Magyarországot képviselve.
Egyéni és csapateredményei: 
2018. március 24-én, Budapesten a Magical Flight Cup Országos Bajnokságon junior individual L4 kategóriában talajtornából I. hely, országos bajnoki cím megszerzése.
2018. április 15-én, Budapesten az ELTE Spring Open Országos Bajnokságon junior individual L4 kategóriában talajtornából I. hely, országos bajnoki cím megszerzése.
2018. május 19-én, Gyöngyösön a II. Cheerstars Nemzeti és Nemzetközi Cheerleading Bajnokságon junior individual L4 kategóriában talajtornából I. hely, a nemzeti bajnoki cím megszerzése.
2018. december 2-án a IV. Santa’s Cheer Cup Országos Bajnokságon junior individual L4 kategóriában talajtornából I. helyezést ért el.
2018-ban Nemzet Fiatal Tehetségeiért Ösztöndíjasa.
2019.04.14-én az II. ELTE Spring Open Országos Bajnokságon junior individual L4 kategóriában talajtornából I. helyezést ért el.
2019. május 18-án, Gyöngyösön a III. Cheerstars Nemzeti és Nemzetközi Cheerleading Bajnokságon junior individual L4 kategóriában talajtornából I. helyezést ért el. A DTC Titans sportcsapattal Junior all girl L4 kategóriában elért I. hely ugyanezen a bajnokságon. Ezzel megkapták a kvalifikációt a szentpétervári Európa-bajnokságra.
2019. június 28-án Oroszországban a gyöngyösi DTC Titans sportcsapattal Junior all girl L4 kategóriában elért I. hely a szentpétervári ECU European Cheerleading Bajnokságon.
2019-ben a Nemzet Fiatal Tehetségeiért Ösztöndíjasa.
2020. febr. I. hely L4 kategóriában talajtornából Győrben.
2021.04.11-én III. ELTE Spring Open Országos Bajnokság Budapest csapatban I. hely, egyéni junior individual level 5 kategóriában II. hely.
2021.05.22-én Cheerstars Országos Bajnokság Gyöngyös csapatban I. hely, egyéni junior individual level 5 kategóriában II. hely.
2022 tavaszán a Nemzeti Tehetség Központ több filmjében szerepelt. A Nemzeti Tehetség Program oldalán is láthatók a filmek. 
A 2022-es kampányvideók:  
https://nemzetitehetsegprogram.hu/hu/videok
https://www.youtube.com/watch?v=kpGdQd3VXZ8
https://www.youtube.com/watch?v=VEeFuTTvfSI&t=43s
2022.05.21-én I.B&W Cheer Magyar Bajnokság Debrecenben SI-L6 kategóriában egyéni II. hely, csapatban I. hely
2022. december 11. VI. Santa Cheer Cup Országos Bajnokság Veszprémben a budapesti ELTE SE színeiben I. hely a Senior All Girl Team csapatával.
2023. március 18-19. II. International Cheer Mastersen Bécsben az ELTE SE színeiben 6. hely a Senior All Girl Team csapatával.
2023. március 26. ELTE-BEAC Spring Open Országos Bajnokság Budapest I. hely a Senior All Girl Team csapatával az ELTE SE színeiben.
2023. április 19-21. ICU Worlds Cheerleading Championships USA, Florida, Orlando 7. helyezés Elite Coed Team kategóriában az ELTE SE csapatával Magyarországot képviselve.
2023. május 6-án bekerült a Magyar Nemzeti Válogatottba.
2023. 06. 03. Cheerstars Magyar Bajnokság Gyöngyös I. helyezés az ELTE Senior All Girl Team csapatával.
2023-ban a Nemzet Fiatal Tehetségeiért Ösztöndíjasa.
2024.04.06. Ludovika - ELTE-BEAC Spring Open cheerleading bajnokságon az ELTE Coed Team csapatával I. hely.
2024.05.18-20. Elite Cheerleading Championship Németország, Bottrop L6 kategóriában az ELTE Coed Team csapatával I. hely.

## Magánélete
Számára a cheerleading nem csak egy sport, hanem egy életforma. Azt mondja, hogy ez a sport közösségépítő, lélekgyógyító, önbizalomnövelő, hangulatjavító, kihívásokkal teli, motiváló és testépítő. Kilenc éves kora óta meghatározó szerepet tölt be az életében. A sport mellett szabadidejében szívesen balettozik és táncol a gyöngyösi Attitude Táncműhelyben. Valamint szeret olvasni és írni. 2022-ben jelent meg első mesekönyve, melyben társszerző volt Barátságos mesék címmel. Számos irodalmi díjat is bezsebelt írásaival. 2018-ban az Irodalmi Rádió Ifi különdíjasa lett az egyik versével melynek címe Házi feladat. A vers az Irodalmi Rádió honlapján olvasható, és kötetben is megjelent. 2017-ben mesekönyvben jelent meg az egyik meséje, Barni, a mackó. Ez a mese a mesem.hu oldalon olvasható. Nyert irodalmi díjakat Sopronban, Budapesten, és Gyöngyösön is. 2019-ben a XV. Janikovszky Éva meseíró pályázaton különdíjas lett. 2019-ben az Irodalmi  Rádió "Az év diák írója, és költője" pályázatán korosztályában II. helyezést ért el. 2020 januárjában az érdi Szepesi Gyula Művelődési Központ „Így írok én… „ országos irodalmi pályázatán különdíjas lett. Jelenleg angolul ír verseket szabadidejében. A gimnáziuma angol versenyének két kategóriáját is megnyerte 2023-ban, ahol többek között angolul kellett verset írnia. 2024-ben harmadik lett ezen a versenyen.  